# Bečvář (cráter)
Bečvář es un cráter de impacto lunar que se encuentra cerca del ecuador en la cara oculta de la Luna, al noreste del cráter Necho, dentro de su sistema de marcas radiales. Hacia el norte-noreste se encuentra el cráter Gregory.
Es un sistema de cráteres desgastado, erosionado con algunos pequeños impactos que se extienden a través del suelo y del borde. Una formación de doble cráter ocupa el borde sudoeste, con Bečvář Q que forma el elemento noroccidental de esta pareja. El cráter Bečvář X está unido al borde norte.
Bečvář se encuentra en el centro de un cráter de 200 km de diámetro sin nombre, muy tenue, que fue descubierto originalmente durante la misión Apolo 16 y reportado por Farouk El-Baz. El nombre Neco fue propuesto para este cráter, pero el nombre fue finalmente aprobado para el pequeño cráter Necho.

## Cráteres satélite

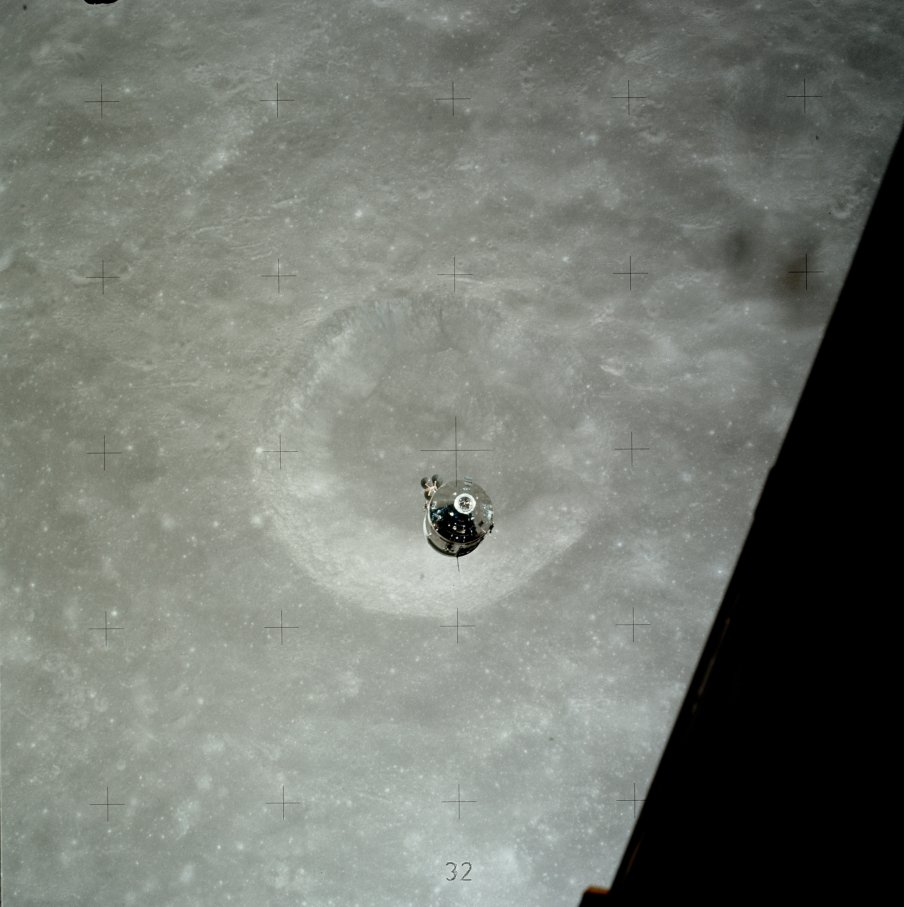
Módulo de mando y servicio del Apolo 17 America sobre Bečvář X

Por convención estos elementos son identificados en los mapas lunares poniendo la letra en el lado del punto medio del cráter que está más cerca de Bečvář.
|        | \| Bečvář \| Coordenadas \| Diámetro \| \| ------ \| ----------------------------- \| -------- \| \| D \| 1°30′S 126°30′E / -1.5, 126.5 \| 15 km \| \| E \| 2°00′S 127°48′E / -2.0, 127.8 \| 15 km \| \| J \| 3°36′S 126°36′E / -3.6, 126.6 \| 45 km \| \| Q \| 2°54′S 124°00′E / -2.9, 124.0 \| 28 km \| \| S \| 3°00′S 121°06′E / -3.0, 121.1 \| 14 km \| \| T \| 1°48′S 121°54′E / -1.8, 121.9 \| 27 km \| \| X \| 0°36′S 124°12′E / -0.6, 124.2 \| 26 km \| |          |
| Bečvář | Coordenadas | Diámetro |
| D      | 1°30′S 126°30′E / -1.5, 126.5 | 15 km    |
| E      | 2°00′S 127°48′E / -2.0, 127.8 | 15 km    |
| J      | 3°36′S 126°36′E / -3.6, 126.6 | 45 km    |
| Q      | 2°54′S 124°00′E / -2.9, 124.0 | 28 km    |
| S      | 3°00′S 121°06′E / -3.0, 121.1 | 14 km    |
| T      | 1°48′S 121°54′E / -1.8, 121.9 | 27 km    |
| X      | 0°36′S 124°12′E / -0.6, 124.2 | 26 km    |

## Referencias

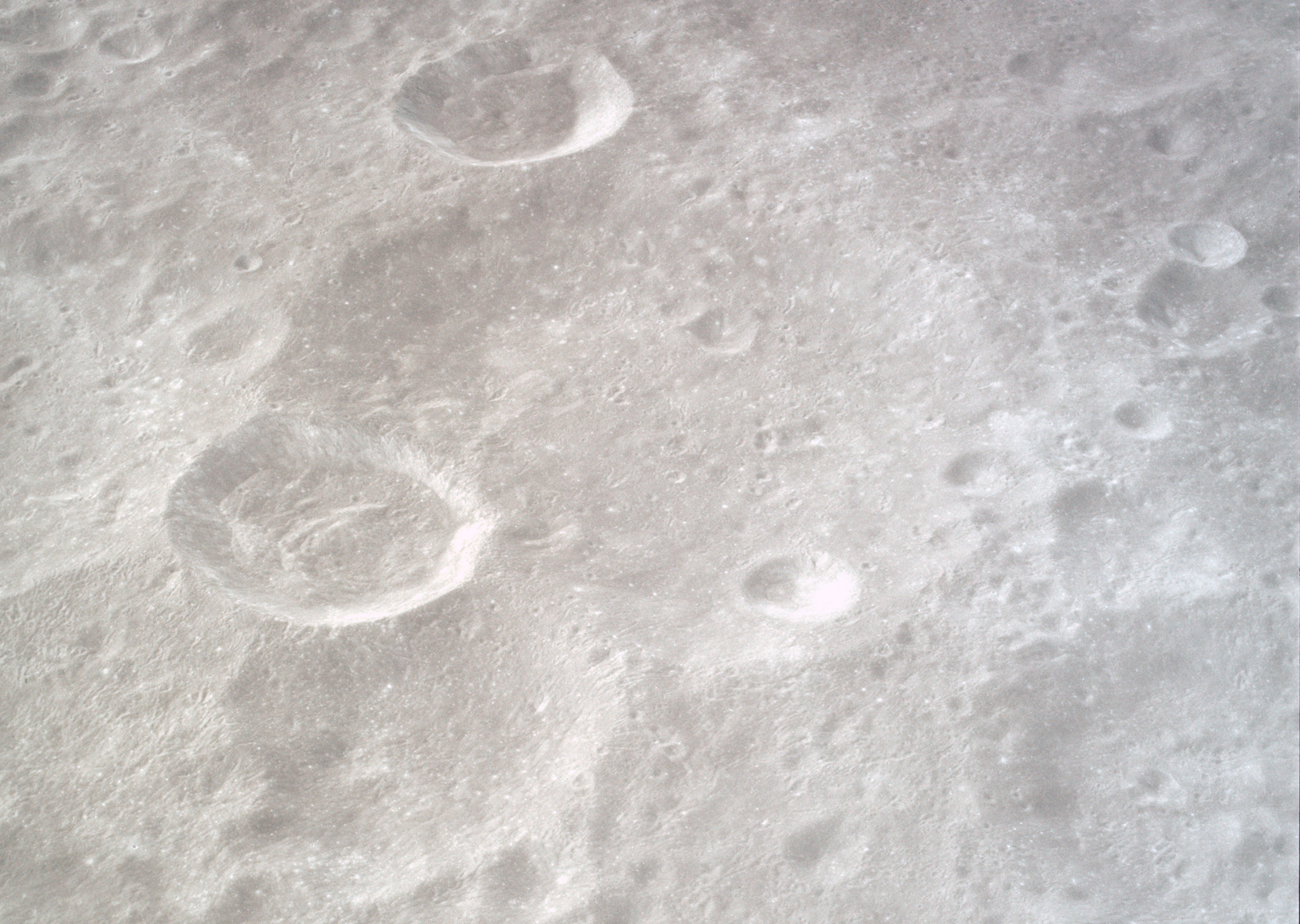
Vista oblicua de Bečvář desde el Apolo 17, orientación norte